# Peder Kolstad
Peder Ludvik Kolstad (28 de novembre de 1878 en Borge - 5 de març de 1932 en Oslo) va ser un professor i polític de Noruega. Va ser primer ministre del país pel Partit Agrari, de 1931 fins a la seva mort el 1932. Kolstad també va actuar com a ministre de les finances del país.
Va ser un dels principals polítics del moviment camperol, i va ser triat membre del Parlament de Østfold en el període 1922-1933. Era considerat un polític moderat, i pertanyia a l'ala conservadora del partit. A la fi de la dècada de 1920 va passar a defensar mesures governamentals per combatre a les dificultats en l'agricultura.